# Luzmila Abad
Luzmila Mercedes Abad Morocho (Azogues, 4 de septiembre de 1978) es una activista y política ecuatoriana. Reconocida por su destacado papel en la red de mujeres amazónicas y su contribución fundacional al partido Movimiento Plurinacional Pachakutik. Actualmente, se desempeña como asambleísta por la provincia de Morona Santiago. 
Abad, ha destacado como una de las legisladoras más activas en el Pleno, según el Observatorio Legislativo, al ocupar el primer lugar en pedidos legislativos entre 137 asambleístas, con un total de 437 solicitudes.

## Biografía
Luzmila Mercedes nació el 4 de septiembre de 1978, en la parroquia rural de Luis Cordero, del cantón ecuatoriano de Azogues. Hija primogénita de Segundo José Abad y Delia Morocho. Aunque sus padres residían en Chupianza, donde fue concebida, razones de salud pública llevaron a que su nacimiento tuviera lugar en «Cañar – El Cordero». Su acta de nacimiento refleja el lugar de nacimiento en El Cordero, pero su identidad siempre ha estado vinculada a Chupianza, siendo parte integral del cantón Santiago de Méndez.
Desde temprana edad, mostró un compromiso con el activismo social, alentando a las mujeres a luchar por sus derechos desde su maternidad a los 15 años. Su crecimiento estuvo impregnado de la rica cultura Shuar-Achuar, y desde joven, evidenció un profundo vínculo arraigado en su comunidad.
Realizó su formación en la escuela Julio Matovelle en Chupiantza Chico y en el colegio técnico agropecuario Logroño, obteniendo su título de bachillerato en agropecuaria. Aunque enfrentó interrupciones, su búsqueda educativa incluyó estudios la ESPE Universidad de las Fuerzas Armadas, Instituto Intel Com y posteriormente la licenciatura en administración de empresas, actualmente en fase final.

### Activismo
Su participación fue destacada en eventos nacionales, como la liberación de Pepe Acacho durante el gobierno de Rafael Correa. Facilitó el proceso para la inscripción por primera vez de un Shuar, Marcelino Chumpi, como prefecto de Morona Santiago. Además, jugó un papel relevante en la elección de Tiyua Uyunkar como el primer prefecto Achuar. Estuvo involucrada en la defensa de los derechos ciudadanos tras la muerte de Bosco Wisum, líder de la nación Shuar. Como activista, abogó por la promoción y protección de los derechos de los niños, contribuyendo a mejorar las condiciones de vida de la infancia en la región. Actualmente, lidera la red de mujeres amazónicas.

## Trayectoria política
Inició su carrera laboral en 2005 como teniente política en Patuca y, en 2007, se desempeñó como secretaria en la prefectura de Morona Santiago durante el periodo de Jaime Mejía.
Con 28 años de experiencia en Pachakutik y 16 años en el gobierno provincial de Morona Santiago, Abad desempeñó roles clave, incluyendo asistente, comunicadora y secretaria. Su experiencia abarcó áreas fundamentales de la administración gubernamental y la fiscalización, destacándose como experta en participación ciudadana.

### Asambleísta
Renunció a su cargo el 7 de junio de 2023, motivada por el decreto de muerte cruzada emitido por el presidente Guillermo Lasso, para participar en las elecciones generales para la Asamblea.

## Actividad Legislativa

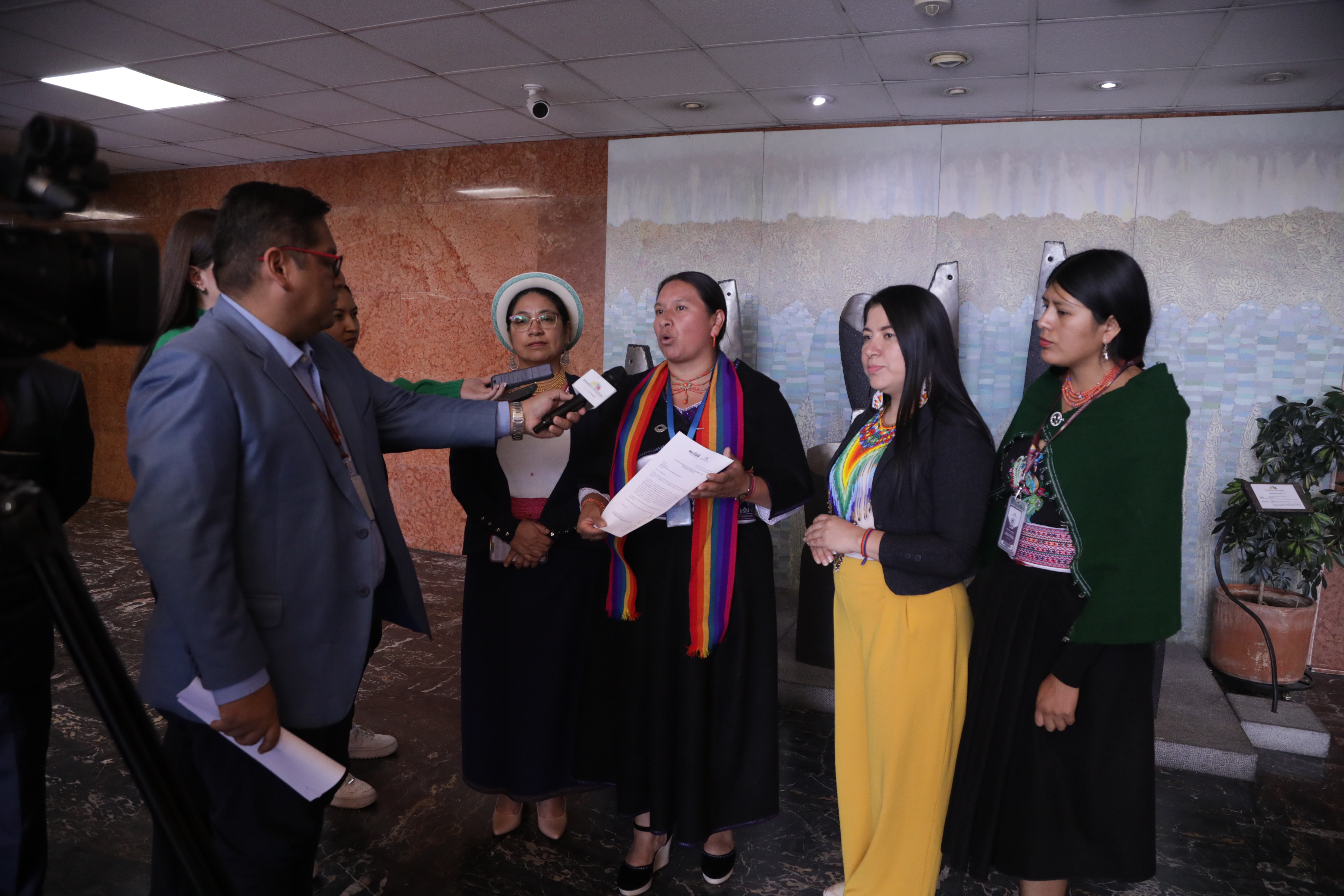
Asambleístas Luzmila Abad, Rosa Baltazar, presentan proyecto de reforma al código civil Ecuador, 2024.

Abad, fue designada como vicepresidenta de la Comisión Ocasional encargada de investigar el femicidio de Pamela Ati. Además, formó parte de la comisión que investigó el asesinato de Fernando Villavicencio.

### Leyes Impulsadas y Aprobadas
La asambleísta promovió la aprobación de leyes enfocadas en el desarrollo territorial y educativo en la Amazonía.
| Ley                                   | Descripción | Estado    |
| ------------------------------------- | --- | --------- |
| Cantonización N° 13 Sevilla Don Bosco | Creación del cantón número 222 en el Ecuador. | Aprobada. |
| Ley Amazónica                         | Obliga a la creación de universidades en la región amazónica, con un plazo hasta el 5 de julio de 2025. Incluye la implementación de una en Morona Santiago. | Aprobada. |
|                                       | |           |

### Proyectos de Ley Presentados
Durante su gestión, la asambleísta presentó cinco proyectos de ley, abarcando temas de inversión, producción agrícola, derechos laborales y tributación en la Amazonía.
| Proyecto de Ley                                                                                            | Descripción | Estado      |
| --- | --- | ----------- |
| Ley de Consulta Libre e Informada en Sectores Estratégicos                                                 | Regula las inversiones en sectores estratégicos para la protección de los recursos naturales                        | En trámite. |
| Reforma a la Ley de Planificación y Desarrollo de la Circunscripción Territorial Especial Amazónica (CTEA) | Busca corregir vacíos legales en la tributación del petróleo destinado al consumo interno en provincias amazónicas. | En trámite. |
| Reforma a la Ley Orgánica del Personal y Disciplina de las Fuerzas Armadas                                 | Introduce modificaciones en el régimen disciplinario militar.                                                       | En trámite. |
| Ley de Jubilación Especial para el Cuerpo de Bomberos                                                      | Propone la jubilación anticipada para bomberos con enfermedades catastróficas o mutilaciones.                       | En trámite. |
| Proyecto de Ley para el Fomento de la Producción de la Pitahaya                                            | Promueve incentivos para pequeños productores del cantón Palora, protegiendo la mano de obra local.                 | En trámite. |

## Gestión Legislativa y Participación
Los principales ejes de su trabajo legislativo han sido la seguridad, la educación, la salud y el empleo, con especial énfasis en el desarrollo de la provincia de Morona Santiago.
| Indicador                           | Cantidad | Posición Nacional                                   |
| ----------------------------------- | -------- | --------------------------------------------------- |
| Pedidos legislativos realizados     | 437      | 1er lugar entre 137 asambleístas.                   |
| Ley Amazónica                       | 433      | Alta gestión legislativa.                           |
| Leyes aprobadas con su intervención | 38       | Enfoque en desarrollo regional y derechos sociales. |
| Intervenciones en el Pleno          | 31       | Participación activa en debates.                    |